# Макрофел іспанський
Макрофел іспанський (Macrothele calpeiana) — вид мігаломорфних павуків родини Macrothelidae.

## Опис
Один з найбільших павуків у Європі. Тіло самця завдовжки до 30 мм, самиці ще більші — до 34 мм. Забарвлення тіла чорного атласного кольору. Екзоскелет низький і плоский. Очі розташовані в компактній групі. Має довгі гнучкі павутинні бородавки. Самиця схожа на самця, але має більше черевце. Отрута не смертельна для людей, але укус болючий.

## Поширення
Вид поширений на Піренейському півострові (Іспанія, Португалія, Гібралтар та південь Франції) та на півночі Африки (Алжир, Сеута).

## Спосіб життя
Павутина має воронкоподібну форму з відрізними нитками навколо входу, побудованими серед каменів і коріння. Більшу частину часу проводить у своєму гнізді. Іноді утворюють колонії з десятків екземплярів, причому найбільші знаходяться в найбільш захищеному місці, під великою скелею, всередині пня тощо. Зазвичай залишає тунель-павутину вночі, щоб піти на полювання або для розмноження. Може жити до 5 років.
Самцям потрібно вісім линьок і півтора року, щоб досягти зрілості і після розмноження вони гинуть; самиці розмножуються після дев'яти линьок. Самиця відкладає до 100 яєць.

## Охорона
Macrothele calpeiana охороняється в Європі і занесений до Додатку ІІ Бернської конвенції (охоронна категорія: вид підлягає особливій охороні), а також до  Директиви Європейського Союзу 92/43/ЄС «Про збереження природних оселищ та видів природної фауни і флори» (Додаток IV. Види рослин і тварин, що становлять особливий інтерес для Європейського Союзу, які потребують суворих заходів охорони).